# Shō Shin
Shō Shin (尚真) (né en 1465, mort en 1526) est le neuvième roi de Ryūkyū, et le troisième de la seconde dynastie Shō. Son long règne de 1477 à 1526 est décrit comme les grands jours de  Chūzan, période associée à une grande paix et relative prospérité. Il est le fils de Shō En, le fondateur de la dynastie, et de Yosoidon, seconde épouse de Shō En, souvent qualifiée[Qui ?] de reine mère. Il succède à son oncle Shō Sen'i, contraint à l'abdication.

## Le regroupement de l'aji et la création d'un état centralisé
C'est sous le règne de Shō Shin que la plupart des structures économiques et administratives du Royaume se mettent en place.
Tandis que le gouvernement devient plus organisé et de divise en institutions, l’aristocratie locale, l'aji, perd petit à petit son pouvoir et son indépendance, devenant de plus en plus dépendante du gouvernement central de Shuri. Pour renforcer le contrôle centralisé sur son royaume et pour empêcher une insurrection des membres de l'aji, Shō Shin leur impose de remettre leurs armes en vue d'être utilisées pour la défense du royaume et leur ordonne d'établir leur résidence dans la capitale. Séparés de leurs terres et de leur peuple, ils deviennent de moins en moins une menace pour le royaume, d'autant plus que s'opère un transfert de fidélité s'opère depuis leurs territoires locaux vers Shuri.
Les résidences à Shuri de l'aji sont réparties en trois zones :
- l'un pour les seigneurs du Nord d'Okinawa, du royaume d'Hokuzan (correspondant aujourd'hui au district de Kunigami) ;
- l'un pour les seigneurs du milieu, du royaume de Chūzan (correspondant aujourd'hui au district de Nakagami) ;
- le troisième pour les seigneurs du Sud d'Okinawa, du royaume de Nanzan (correspondant aujourd'hui au district de Shimajiri).

Grâce à cette résidence mais aussi à des mariages et à un effort d'intégration, l'aji devient de plus en plus une classe associée à la vie et aux coutumes de Shuri plutôt qu'à leurs identités territoriales ancestrales.
L'aji laissa des adjoints, les ''aji okite pour administrer leurs terres en leur nom, système qui évolua quelques années plus tard pour devenir le jito dai, des agents envoyés par le gouvernement central pour superviser les territoires périphériques.
Au Nord, certains seigneurs étaient trop puissants pour que le roi puisse forcer une telle obéissance. Ils furent autorisés à demeurer en leurs terres et le troisième fils du roi fut nommé Gardien du Nord, titre associé avec l'autorité pour maintenir la paix et l'ordre dans la région.

## L'essor de l'okinawaïen
Les administrateurs et bureaucrates de la Shuri utilisaient un dialecte de l'okinawaïen, qu'ils codifièrent, ouvrant un âge d'or duquel éclot poésie et littérature.
Les premiers tomes de l’Omoro Sōshi, une collection de poèmes, chansons et chants, retranscription écrite d'une culture orale pluricentenaire, et d’événements plus contemporains furent terminés en 1532. L’Omoro Sōshi deviendra l'une des principales sources permettant aux historiens modernes d'étudier l'histoire du royaume.

## Urbanisation et intégration économique

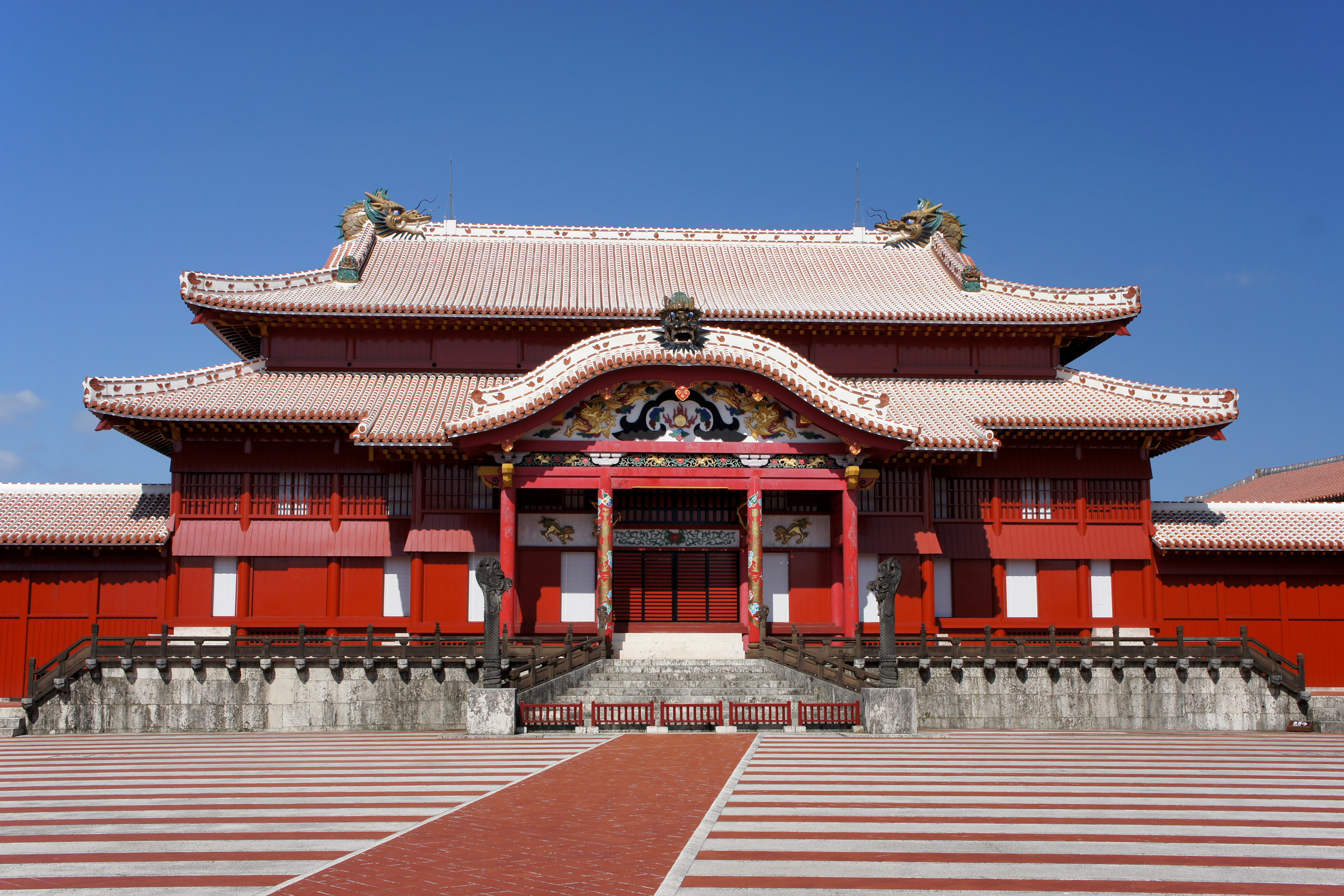
Le château de Shuri.

Le déplacement de l'aji vers Shuri modifie en profondeur la ville : de nombreux portes, pavillons, lacs, ponts, monuments, temples et jardins sont érigés. Ces travaux entraînent une forte demande des artisans du bâtiment tels les maçons et menuisiers, ainsi que de matières premières, que chaque aji importe de son propre territoire. L'île d'Okinawa devient de plus en plus économiquement intégrée, les marchandises et le savoir-faire voyageant depuis et vers Shuri, et la cité portuaire voisine de Naha.
Cette intégration économique permet aux territoires de devenir de plus en plus spécialisés, entraînant une augmentation de la production de biens de luxe. De nouvelles techniques de production et de tissage de la soie sont importées, les matériaux utilisés par les citadins se multiplient : or, argent, soie et laque. De nouvelles Les courtiers et fonctionnaires adoptent de nombreuses variétés d'épingles à cheveux et autres ornements.
Les commerçants, marchands, courtiers et autres citadins deviennent plus prospère grâce cette urbanisation, sans que cela n'améliore le statut des fermiers et des pêcheurs, constituant alors la majorité de la population okinawaïenne.
Un nouveau palais est érigé, dans un style chinois, style touchant également les rituels et les cérémonies de la Cour, qui sont modifiés en profondeur. À l'entrée du palais, se trouvait une paire de « piliers dragon », suivant des motifs ici non chinois, japonais ou coréens, mais thaïlandais ou cambodgien, trahissant comme le signale l'historien George H. Kerr le caractère cosmopolite de la capitale.
Le temple bouddhiste Engaku-ji est construit en 1492, et celui de Sōgen-ji est agrandi en 1496. Le mausolée royal Tamaudun est achevé en 1501. Shō Shin obtint à plusieurs reprises de la cour royale de Corée qu'ils envoient divers volumes de textes bouddhistes,.
Durant la treizième année de son règne, une stèle est érigée dans l'enceinte du château de Shuri, indiquant les onze distinctions de l'ère, énumérés par des fonctionnaires de la cour. Cette stèle, de même que l'ensemble du château, fut détruite durant la bataille d'Okinawa en 1945, mais il est possible aujourd'hui d'observer sur place une reproduction.

## Expansion du royaume
Le règne de Shō Shin also vit aussi une expansion du royaume, étendant sa domination sur plusieurs des Îles Ryūkyū périphériques. Les navires okinawaïens commencèrent fin du XVe siècle à mouiller au port de Miyakojima et dans les Îles Yaeyama.
À la suite d'une série de conflits entre les seigneurs locaux des îles Yaeyama, qui firent sécession en 1486, Shō Shin envoie ses forces armées en 1500 pour réprimer ces disputs et établir son contrôle sur ces îles. le Kume-jima passe sous le contrôle de Shuri, et des bureaux de liaison sont établis à Miyako (1500) et Yaeyama (1524).

## Noro
Shō Shin modifie également de façon significative l'organisation du culte des noro locales (« grandes prêtresses ») et sa relation avec le gouvernement. Il doit l'abdication de son oncle et sa propre succession à sa sœur, la noro de la famille royale, une position particulière connue sous le nom kikoe-ōgimi. Il établit une nouvelle résidence pour le kikoe-ōgimi juste à l'extérieur des portes du palis et fait construire de hauts murs en 1519 autour du Sonohyan-utaki, l'espace et le foyer sacrés qui l'accompagne et dont elle prend soin. Un système par lequel le roi et le kikoe-ōgimi désigne les noro locales dans tout le royaume est établi, qui lie cet élément de la religion des îles Ryūkyū native dans les systèmes formels d'autorité du gouvernement.

## Fin de règne
Après un règne de 50 ans, Shō Shin meurt en 1526, et son fils Shō Sei lui succède. L'histoire a retenu qu'après un si long règne, les fonctionnaires rencontrèrent des difficultés pour déterminer le protocole exact des funérailles royales, de la succession et d'autres cérémonies importantes. L'historien George Kerr écrit « Okinawa n'allait plus jamais connaître les beaux jours du règne de Shō Shin. ».

## Source de la traduction
- (en) Cet article est partiellement ou en totalité issu de l’article de Wikipédia en anglais intitulé « Shō Shin » (voir la liste des auteurs).